# Johannes Aavik
Johannes Aavik, född 26 november 1880 i Randvere på Ösel, död 18 mars 1973 i Stockholm, estnisk estetiker och språkman. Under en stor del av sitt liv var Aavik lektor vid Tartu universitet. Från år 1944 fram till sin dödsdag var han bosatt i Sverige. 

## Gärningen
År 1912 uppsteg Aavik som en klar stjärna på språkhimlen. Hans språkliga förnyelserörelse (keeleuuendusliikumine) hör till de mest radikala riktningarna när det gäller språkreglering och har vunnit genklang i hela världen. I sitt viktigaste teoretiska arbete Keeleuuenduse ärrmised võimalused säger han om sina principer: "Språket må inte betraktas endast som någonting ett folk producerat; ett folk, vars själ framträder i språket och som därför betraktar språket som sin dyrbara ägodel, sin nationella skatt och det bästa kännemärket och den bästa skaparen av den egna nationella identiteten. Nej, språket skall uppfattas framför allt som ett hjälpmedel i mänsklig verksamhet, ett arbetsredskap, en mekanism, vars ändamål är att uttrycka tankar och i så måtto också vanligen att uppnå estetiska effekter." 
Aavik var upphovsman till många nya ord i det estniska språket och ville närma språket till finskan. Lika stora är hans förtjänster när det gäller den estniska formläran.
Aaviks innovationer:
- relv = vapen
- laip = lik, död kropp
- mõrv = mord
- siiras = uppriktig
- veenma = försäkra